# ورونیکا کارترایت
 ورونیکا کارترایت (انگلیسی: Veronica Cartwright؛ زادهٔ ۲۰ آوریل ۱۹۴۹)، هنرپیشه اهل ایالات متحده آمریکا است. وی از سال ۱۹۵۸ میلادی تاکنون مشغول فعالیت بوده‌است.
از فیلم‌هایی که وی در آن نقش داشته است، می‌توان به بیگانه، پرندگان، ساعت بچه‌ها، پرواز مسیریاب، زندگی در حال نابودی، ناامید از عشق، آینه، آینه ۲: رقص کلاغ و تهاجم اشاره کرد.

## زندگی شخصی
کارترایت و خواهرش آنجلا، به عنوان یک کاتولیک، در مراسم عشای ربانی در سنت چارلز بورومئو شرکت می کنند. 